# Juillet 1846

## Événements
- Démolition de l'éléphant de la place de la Bastille.

- 1er juillet : second discours de Hugo Sur la consolidation et la défense du littoral.

- 3 juillet, France :
  - loi qui modifie le régime de postes en supprimant le décime rural et en réduisant la taxe sur les envois de fonds;
  - loi d'établissement du chemin de fer d'Orléans à Vierzon et de Nîmes à Montpellier (loi complémentaire);
  - clôture de la session parlementaire.

- 6 juillet, France : dissolution de la Chambre des députés par Guizot et convocation des électeurs pour le 1er août.

- 7 juillet : occupation de la Californie par les États-Unis au détriment du Mexique.

- 8 juillet, France : déraillement d'un train sur la ligne Paris-Lille à hauteur d'un remblai de la vallée de la Scarpe à Fampoux. Des wagons tombent dans les marais : 14 morts.

- 14 juillet, France : reprise d'Hernani au Théâtre-Français.

- 17 juillet : début du pontificat de Pie IX (fin en 1878).
  - Pie IX amnistie tous les prisonniers politiques, établit une Consulta chargée de transmettre au pape les vœux de la population, nomme des commissions pour réviser les lois. Il fait construire un chemin de fer et restaurer l’éclairage public. Un mouvement de réformes est lancé.

- 18 juillet, France : Victor Hugo est parmi les signataires d'une protestation contre le refus, par la Comédie-Française, de la pièce d'Alexandre Dumas : l'École des familles.

- 20 juillet, France : Début du Journal de ce que j'apprends chaque jour de Hugo.

- 25 juillet : mort à Livourne de Louis Bonaparte, ex-roi de Hollande, frère de Napoléon, père légal du futur Napoléon III.

- 29 juillet : un artisan en métal, Joseph Henri, tire deux coups de feu sur Louis-Philippe Ier qui salue la foule au balcon des Tuileries.

## Naissances
- 1er juillet : Ludwig von Sybel (mort en 1929), historien de l'art et archéologue allemand.
- 12 juillet : Hermann Baisch, peintre et aquafortiste allemand († 18 juin 1894).
- 19 juillet : Edward Charles Pickering (mort en 1919), astronome et physicien américain.

## Décès
- 1er juillet : Auguste Duvivier, homme politique belge (° 12 décembre 1772).
- 24 juillet : Joseph Leopold Eybler, compositeur autrichien (° 8 février 1765).
- 25 juillet : Giuseppe Zamboni, inventeur de la pile Zamboni (° 1er juin 1776).